# Степівка (Уманський район)
Степівка — село в Україні, в Уманському районі Черкаської області, у складі Монастирищенської міської громади. Розташоване на лівому березі річки Конела (притока Гірського Тікичу) за 21 км на південний схід від міста Монастирище. Населення становить 359 осіб.

## Галерея

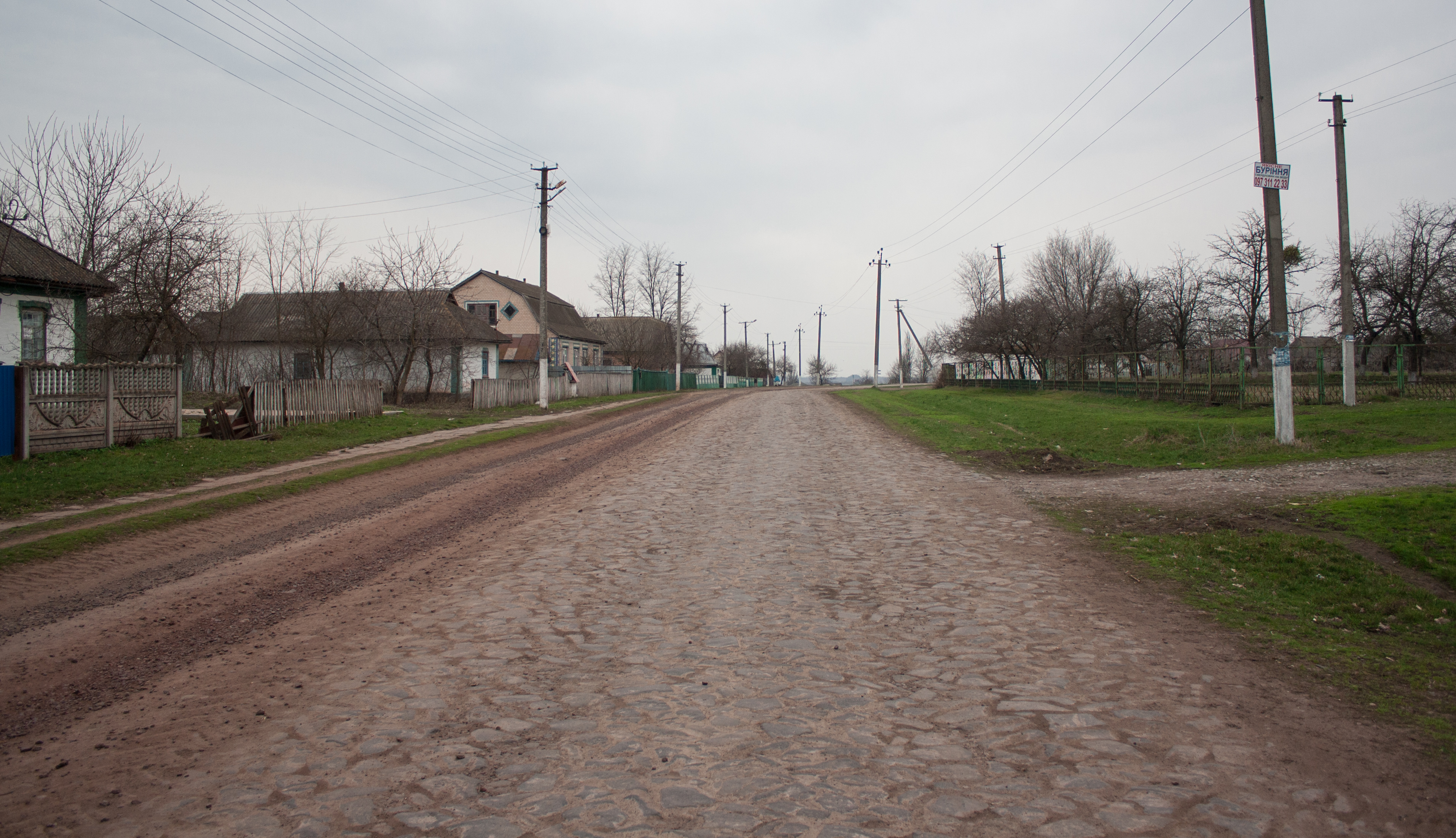
Вулиця Центральна
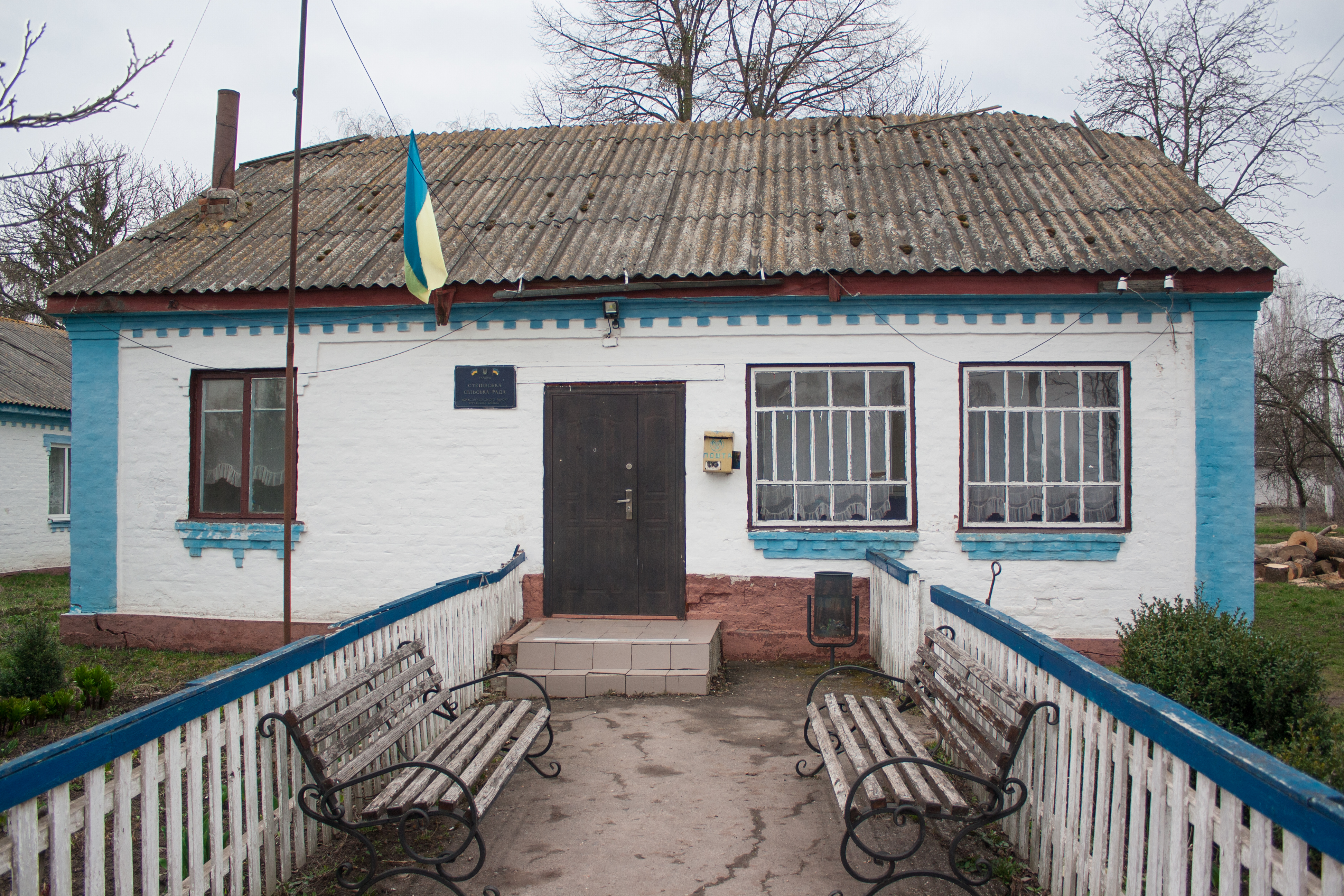
Сільська рада
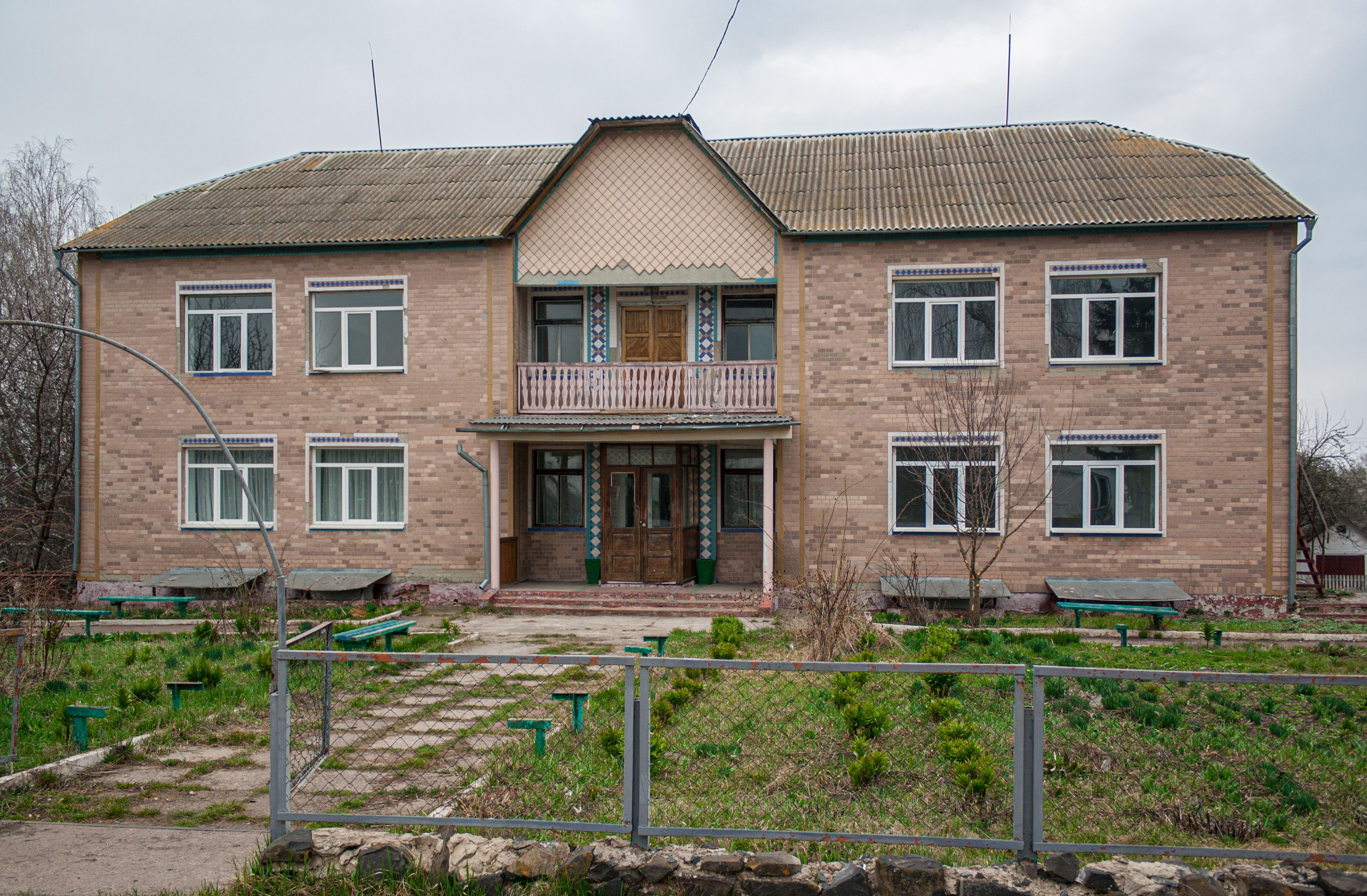
Школа
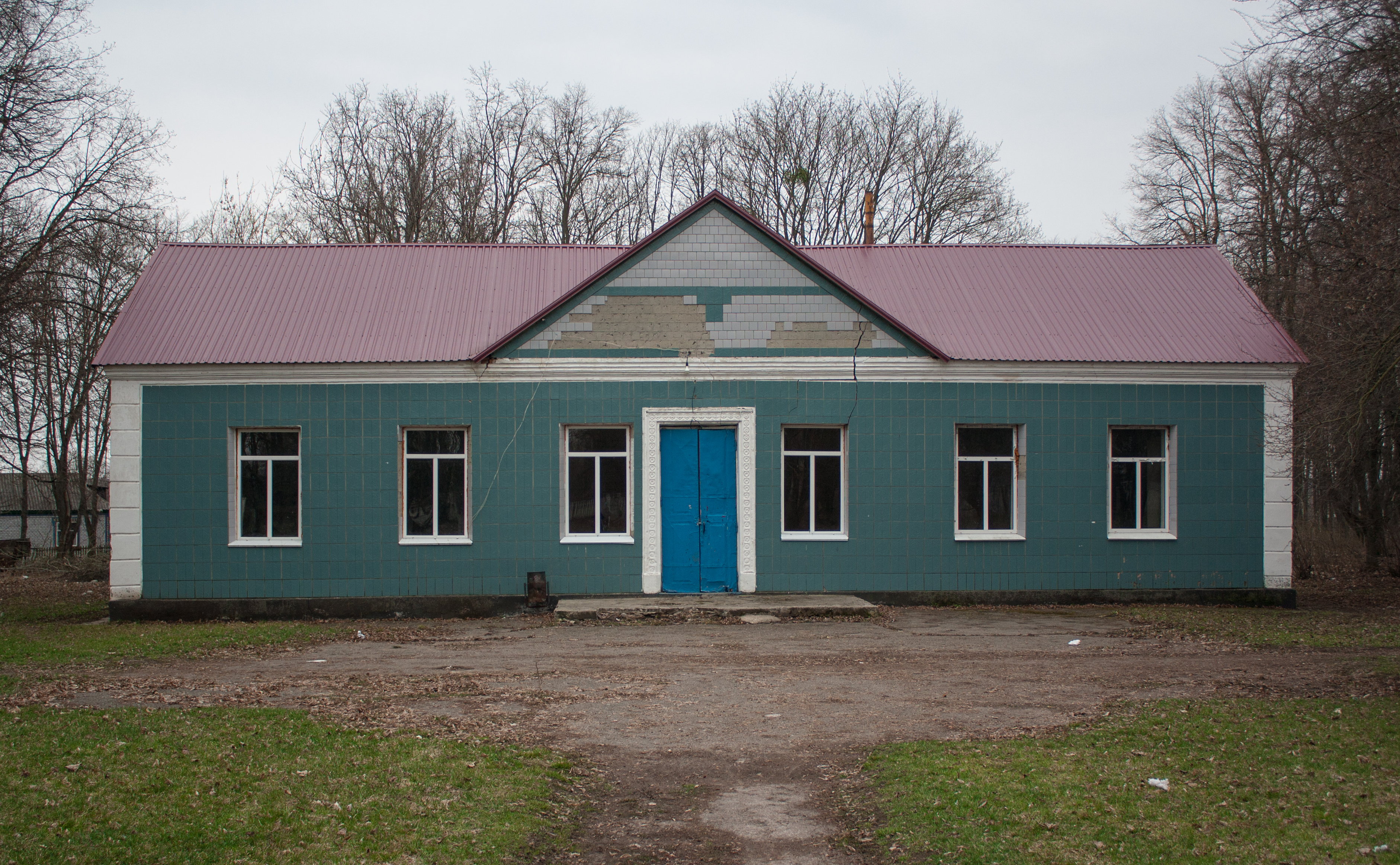
Будинок культури
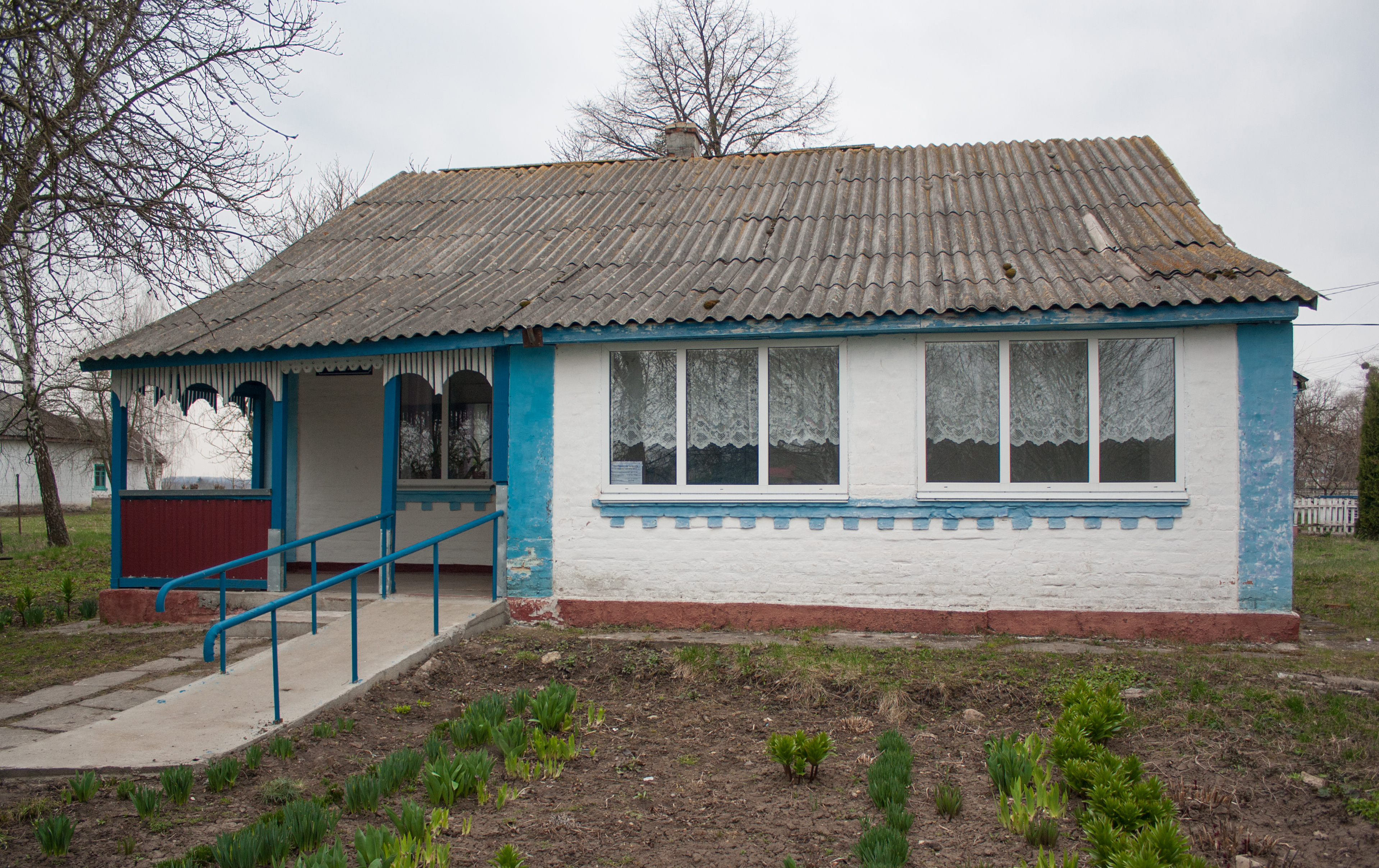
Фельдшерський пункт
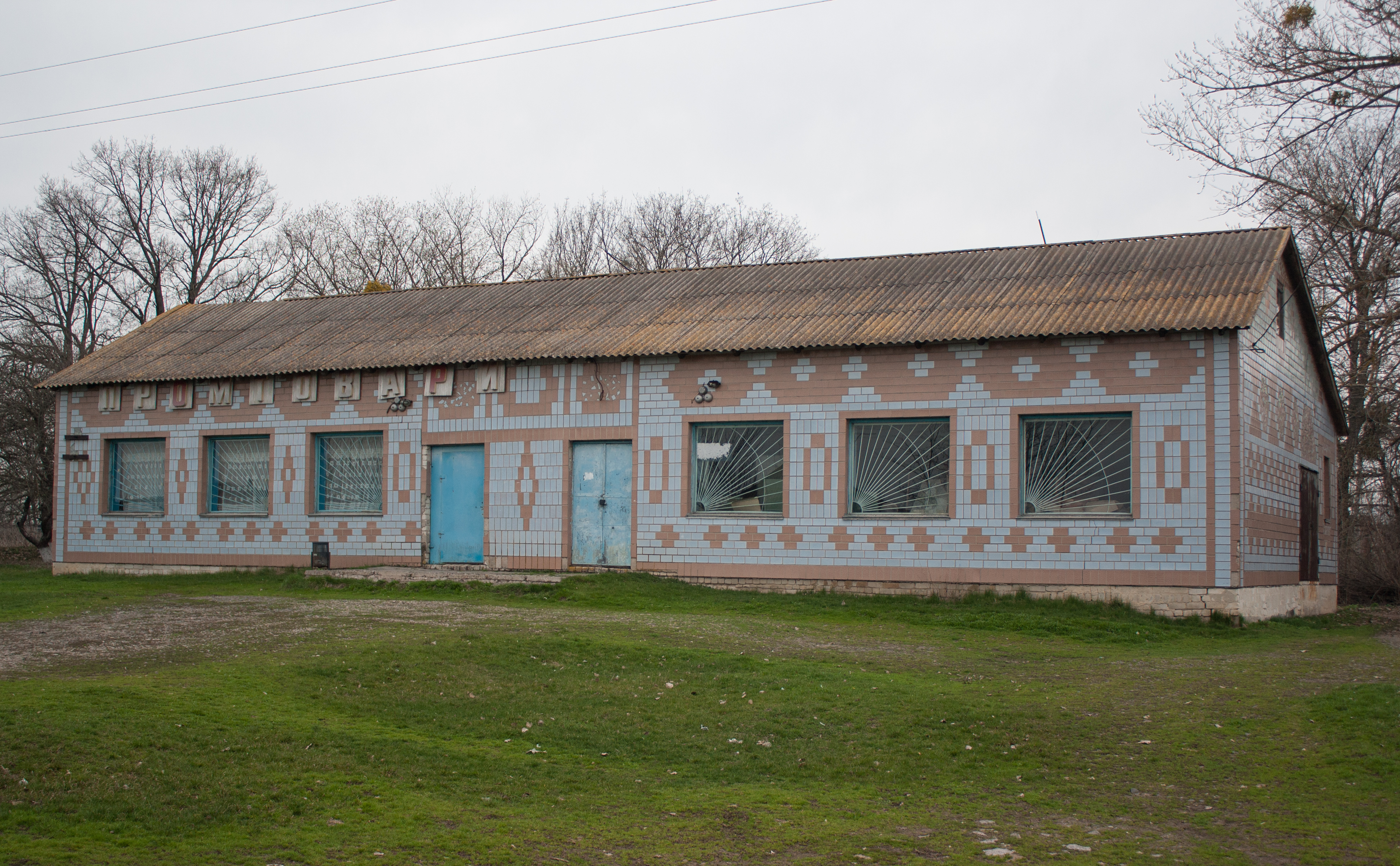
Магазин
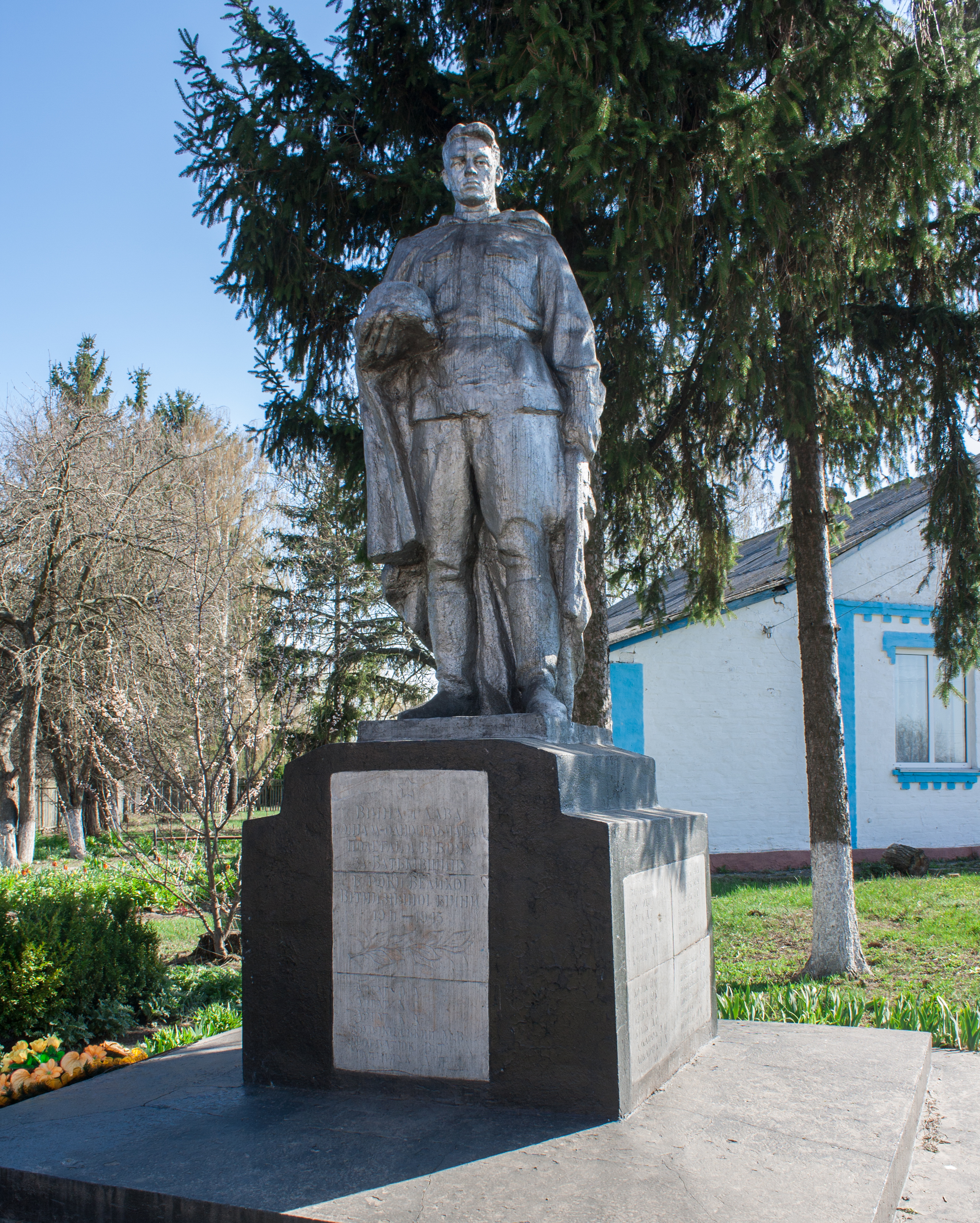
Пам'ятник воїнам-односельцям

## Історія
Засноване село Степівка в 1781 році.
За колгоспом ім. В. Я. Чубаря, центральна садиба якого міститься в селі, закріплено 1190 га сільськогосподарських угідь, у тому числі 1142 га орної землі. Основні галузі господарства — рільництво й тваринництво.
166 жителів села брало участь у Другій світовій війні, з них 60 — полягло в боях, 47 — відзначено урядовими нагородами.
7 червня 1946 р. село Конельська Цеберманівка Монастирищенського району Вінницької області отримало назву «Степівка» і Конельсько-Цеберманівську сільську раду названо Степівською.
У 1964 році відкрито пам'ятник воїнам-односельцям, які загинули у німецько-радянській війні.
У Степівці працювали восьмирічна школа, клуб із залом на 250 місць, бібліотека з фондом 11 тис. книг, медпункт, дитячі ясла.